# Genoa Cricket and Football Club 1910-1911
Questa pagina raccoglie i dati riguardanti il Genoa Cricket and Football Club nelle competizioni ufficiali della stagione 1910-1911.

## Stagione
La presidenza del club è assunta da Edoardo Pasteur che per affrontare la nuova stagione il Genoa ingaggia molti giocatori britannici, tra cui Murphy, Swift e Coggins e il futuro nazionale italiano Edoardo Mariani dal Milan, mentre lasciano la società Daniel Hug, ritiratosi, Henry Elliott e il giovane Hans Schmidt, destinato a tornare nelle stagioni seguenti.
In sostituzione di Hug, Eugen Herzog assume il ruolo di allenatore/giocatore.
La squadra non entra mai in competizione per la vittoria finale, vedendo anche annullata la vittoria in trasferta contro l'US Milanese poiché il club genovese aveva schierato l'inglese Harold Swift accusato di professionismo.
Nel corso della stagione viene inaugurato il campo di Marassi, nell'incontro perso contro l'Inter per due a uno il 22 gennaio 1911, che verrà tra l'altro annullato e data la vittoria per due a zero al Grifone per lo schieramento da parte dei milanesi di un giocatore non regolarmente tesserato.
Il 16 aprile 1911 al Torneo Internazionale di Pasqua i genoani affrontarono il Cantonal Neuchâtel, in cui debutta Maxime Surdez, che sarà dalla stagione seguente il portiere titolare del sodalizio rossoblu.
La stagione si concluderà al quinto posto della sezione Liguria-Piemonte-Lombardia.

## Divise
La maglia per le partite casalinghe presentava i colori attuali (anche se la dicitura ufficiale era rosso granato e blu) ma a differenza di oggi il blu era posizionato a destra.
La seconda maglia era la classica maglia bianca con le due strisce orizzontali rosso-blu sormontate dallo stemma cittadino.

## Organigramma societario
Area direttiva
- Presidente: Edoardo Pasteur

Area tecnica
- Allenatore: Eugen Herzog

## Rosa
| N. |                        | Ruolo | Calciatore           |
| -- | ---------------------- | ----- | -------------------- |
|    | Italia (bandiera)      | P     | Alessandro Brunoldi  |
|    | Italia (bandiera)      | P     | Alessandro Gazzoppi  |
|    | Italia (bandiera)      | P     | Pasquale Lissone     |
|    | Italia (bandiera)      | P     | Luigi Marchetti      |
|    | Italia (bandiera)      | P     | Giacomo Rolla        |
|    | Svizzera (bandiera)    | P     | Maxime Surdez        |
|    | Italia (bandiera)      | D     | Aleyandro Cevasco    |
|    | Italia (bandiera)      | D     | Giacomo Marassi      |
|    | Italia (bandiera)      | D     | Emilio Storace       |
|    | Svizzera (bandiera)    | C     | Eduard Bauer         |
|    | Inghilterra (bandiera) | C     | Thomas Coggins       |
|    | Italia (bandiera)      | C     | Felice Crocco        |
|    | Italia (bandiera)      | C     | Luigi Ferraris       |
|    | Svizzera (bandiera)    | C     | Ernst Gossweiler III |
|    | Svizzera (bandiera)    | C     | Eugen Herzog         |

| N. |                        | Ruolo | Calciatore       |
| -- | ---------------------- | ----- | ---------------- |
|    | Svizzera (bandiera)    | C     | Hermann Hurni    |
|    | Italia (bandiera)      | C     | Alessandro Magni |
|    | Italia (bandiera)      | C     | Carlo Maranghi   |
|    | Italia (bandiera)      | C     | Piaggio          |
|    | Italia (bandiera)      | C     | Sante Sanguineti |
|    | Italia (bandiera)      | C     | Alberto Sussone  |
|    | Italia (bandiera)      | A     | Giulio Crocco    |
|    | Inghilterra (bandiera) | A     | Davis            |
|    | Svizzera (bandiera)    | A     | Giroud           |
|    | Italia (bandiera)      | A     | Edoardo Mariani  |
|    | Inghilterra (bandiera) | A     | Murphy           |
|    | Italia (bandiera)      | A     | Repetto          |
|    | Inghilterra (bandiera) | A     | Harold Swift     |
|    | Inghilterra (bandiera) | A     | Telleson         |

## Calciomercato
| Acquisti | Acquisti             | Acquisti      | Acquisti |
| R.       | Nome                 | da            | Modalità |
| -------- | -------------------- | ------------- | -------- |
| C        | Thomas Coggins       | ?             | ?        |
| A        | Davis                | ?             | ?        |
| P        | Alessandro Gazzoppi  | Genoa II      |          |
| C        | Ernst Gossweiler III | Basilea       | ?        |
| C        | Hermann Hurni        | Dulwich Grove | ?        |
| C        | Carlo Maranghi       | Spinola       | ?        |
| P        | Luigi Marchetti      | Andrea Doria  | ?        |
| C        | Alessandro Magni     | Italia Genova | ?        |
| C        | Edoardo Mariani      | Milan         | ?        |
| A        | Murphy               | ?             | ?        |
| A        | Repetto              | ?             | ?        |
| P        | Giacomo Rolla        | Genoa II      |          |
| P        | Maxime Surdez        | Bienne        | ?        |
| A        | Harold Swift         | ?             | ?        |
| A        | Telleson             | ?             | ?        |

| Cessioni | Cessioni               | Cessioni       | Cessioni |
| R.       | Nome                   | a              | Modalità |
| -------- | ---------------------- | -------------- | -------- |
| A        | Henry Elliott          | ?              | ?        |
| C        | Konrad Walter Herrmann | ?              | ?        |
| A        | Daniel Hug             |                | Ritirato |
| D        | Max Mayer              | San Gallo      | ?        |
| C        | Paolo Ravano           | Juventus       | ?        |
| C        | Hans Schmidt           | Greuther Fürth | ?        |
| C        | Solari                 | ?              | ?        |
| A        | Harold Swift           | Torino         | ?        |

## Risultati

### Prima Categoria[3]
| Arbitro: | Bertinetti (Vercelli) |

|  |           |                          |
|  | Marcatori | 26’, 37’ Van Hege Tobias |

| Arbitro: | Malvano (Torino) |

|   |           |           |
| ? | Marcatori | Mariani ? |

| Arbitro: | Malvano (Torino) |

|                    |           |             |
| De Marchi Giordano | Marcatori | Davis Hurni |

| Arbitro: | Radice (Milano) |

|       |           |              |
| Davis | Marcatori | Peterly Aebi |

| Arbitro: | Malvano (Torino) |

|  |           |         |
|  | Marcatori | Ferraro |

| Arbitro: | G.Gama (Milano) |

|           |           |   |
| Spinoglio | Marcatori | ? |

| Arbitro: | Goodley (Torino) |

|            |           |                  |
| Bachmann I | Marcatori | Murphy Crocco II |

| Arbitro: | Scamoni (Torino) |

|                   |           |  |
| Crocco II Murphy, | Marcatori |  |

| Arbitro: | Magni (Milano) |

|                     |           |  |
| Van Hege 83’ (rig.) | Marcatori |  |

| Arbitro: | G.Gama (Milano) |

|                             |           |          |
| Hurni Mariani 52’ Crocco II | Marcatori | Cagliani |

| Arbitro: | Malvano (Torino) |

|           |           |                        |
| Hurni 85’ | Marcatori | 12’ Sardi 21’ Griffini |

| Arbitro: | Malvano (Torino) |

|  |           |                         |
|  | Marcatori | Crocco II Hurni Mariani |

| Arbitro: | Meazza (Milano) |

|                                           |           |  |
| Rampini I pt’, pt’, pt’ ? pt’ ? st’ ? st’ | Marcatori |  |

| Arbitro: | Navarro (Marsiglia) |

|  |           |         |
|  | Marcatori | Peruzzo |

| Arbitro: | Faroppa (Torino) |

|         |           |                      |
| Repetto | Marcatori | De Bernardi Brunoldi |

| Arbitro: | Ermolli (Milano) |

|                                    |           |  |
| Maffiotti 5’, 12’, 26’ Besozzi 88’ | Marcatori |  |

## Statistiche

### Statistiche di squadra
| Competizione    | Punti | In casa | In casa | In casa | In casa | In casa | In casa | In trasferta | In trasferta | In trasferta | In trasferta | In trasferta | In trasferta | Totale | Totale | Totale | Totale | Totale | Totale | DR |
| Competizione    | Punti | G       | V       | N       | P       | Gf      | Gs      | G            | V            | N            | P            | Gf           | Gs           | G      | V      | N      | P      | Gf     | Gs     | DR |
| --------------- | ----- | ------- | ------- | ------- | ------- | ------- | ------- | ------------ | ------------ | ------------ | ------------ | ------------ | ------------ | ------ | ------ | ------ | ------ | ------ | ------ | -- |
| Prima Categoria | 14    | 8       | 4       | 0       | 4       | 14      | 10      | 8            | 3            | 0            | 5            | 11           | 18           | 16     | 7      | 0      | 9      | 22     | 27     | -5 |

### Statistiche dei giocatori
| Giocatore         | Prima Categoria | Prima Categoria |
| Giocatore         | Presenze        | Reti            |
| ----------------- | --------------- | --------------- |
| E. Bauer          | 16              | 1               |
| A. Brunoldi       | 5               | 0               |
| A. Cevasco        | 1               | 0               |
| T. Coggins        | 2               | 0               |
| F. Crocco         | 11              | 0               |
| G. Crocco         | 5               | 6               |
| Davis             | 5               | 2               |
| L. Ferraris       | 14              | 0               |
| A. Gazzoppi       | 1               | 0               |
| Giroud            | 1               | 0               |
| E. Gossweiler III | 9               | 0               |
| E. Herzog         | 0               | 0               |
| H. Hurni          | 15              | 5               |
| P. Lissone        | 0               | 0               |
| A. Magni          | 2               | 0               |
| C. Maranghi       | 1               | 0               |
| G. Marassi        | 2               | 0               |
| L. Marchetti      | 9               | 0               |
| E. Mariani        | 12              | 2               |
| Murphy            | 15              | 5               |
| Piaggio           | 1               | 0               |
| Repetto           | 1               | 1               |
| G. Rolla          | 1               | 0               |
| S. Sanguineti     | 3               | 0               |
| E. Storace        | 15              | 0               |
| A. Sussone        | 7               | 0               |
| H. Swift          | 2               | 0               |
| Telleson          | 3               | 0               |